# Heiko Bonath
Heiko Bonath (* 1. April 1961) ist ein deutscher Handballspieler und -trainer.
Bonath spielte für den SC Dynamo Berlin, von 1991 bis 1994 beim TBV Lemgo, anschließend beim TuS Jöllenbeck und ab 1997 wieder beim TBV Lemgo.
Im Aufgebot der Männer-Handballnationalmannschaft der DDR spielte Heiko Bonath bei der Weltmeisterschaft (WM) 1986, wo er mit seiner Mannschaft Dritter wurde, und bei der Weltmeisterschaft (WM) 1990. Er stand insgesamt 80-mal im Aufgebot der Nationalmannschaft. 1984 wurde er mit dem Vaterländischen Verdienstorden in Gold ausgezeichnet.
Nach seiner Profi-Karriere wurde Bonath Handballtrainer. Von 1999 bis 2003 trainierte er die Mannschaft der HSG Augustdorf/Hövelhof.
Sein Sohn Rico Bonath ist ebenfalls Handballspieler.